# یواس‌اس گارفیلد کانتی (ال‌اس‌تی-۷۸۴)
یواس‌اس گارفیلد کانتی (ال‌اس‌تی-۷۸۴) (به انگلیسی: USS Garfield County (LST-784)) یک کشتی به طول آن ۳۲۸ فوت (۱۰۰ متر) بود. این کشتی در سال ۱۹۴۴ ساخته شد.